# 武汉轨道交通5号线
武汉轨道交通5号线是武汉地铁一条运营中的线路。全线均位于武昌地区且平行贴近长江，线路南起红霞，北至武汉站东广场，途径洪山区、武昌区及青山区。5号线是武汉第一条GoA4等级的全自动运行的轨道交通线路，所有列车取消了司机室。5号线一期工程于2021年12月26日投入运营；5号线起点调整工程于2023年12月1日投入运营。

## 线路简介

### 一期工程
5号线一期工程南起湖北中医药大学，主要沿烽胜路、白沙洲大道、复兴路、黄鹤楼南路、和平大道、工人村路、冶金大道、站前路敷设至武汉火车站东广场，南北方向贯穿武昌三区，是服务于武昌镇内沿江发展的重要骨架线路。线路的高架区间位于武昌南部的白沙洲和青菱地区，因为该处为岩溶区，地质条件恶劣，所以从最初计划的地下线路改为高架线路，全线工程才得以顺利推进。本线设车辆段和停车场各一处，工人村车辆段位于线路北端工人村东侧，与工人村站接轨，工人村车辆段承担5号线车辆的定修、周月修及临修任务，5号线列车的厂架修由7号线野芷湖车辆段承担；青菱停车场位于线路南端南三环站北侧，与中医药大学站接轨。控制中心设置在铁机路，与轨道交通4、8号线共用。5号线还是武汉地铁首条全自动驾驶线路（GoA4），采用A型车，6节编组，DC1500V第三轨受电。全线预计投资280.2223亿元。

### 起点调整工程
5号线起点调整工程，起于红霞站，止于5号线一期工程起点中医药大学站。线路长度约为2.63公里，全程为高架线路。5号线起点调整工程与5号线工程一起，连接主城区与黄家湖大学城，构建主城与南部新城组群间轨道交通快速走廊，缩短南部新城与中心城区的时空距离，实现“30分钟达到中心区，60分钟穿城”的功能。该工程还可以引导城市沿规划的发展轴线向城市外围扩展，可支撑黄家湖、青菱湖片区的城市空间发展。2023年5月19日，5号线二期实现“电通”。8月11日，5号线起点调整工程通过项目工程验收，同时标志着该线正式进入空载试运行阶段。10月10日，武汉轨道交通5号线调整工程自动售检票系统设备完成大客流压力测试。2023年12月1日，5号线起点调整工程开通运营。

## 车站
| 武汉轨道交通5号线车站列表 |                                                         |           |         |        |                                                |              |            |
| 中文站名                  | 英文站名                                                | 站间距/km | 里程/km | 所在地 | 换乘线路                                       | 车站形式     | 启用日期   |
| 红霞                      | Hongxia                                                 | —         | 0       | 洪山区 |                                                | 高架侧式月台 | 2023/12/01 |
| 黄家湖（武科大）          | Huangjiahu (Wuhan University of Science and Technology) | 1.353     | 1.353   | 洪山区 |                                                | 高架侧式月台 | 2023/12/01 |
| 中医药大学                | Hubei University of Chinese Medicine                    | 1.302     | 2.655   | 洪山区 |                                                | 高架岛式月台 | 2021/12/26 |
| 白沙六路                  | Baisha 6th Road                                         | 3.732     | 6.387   | 洪山区 |                                                | 高架侧式月台 | 2021/12/26 |
| 光霞                      | Guangxia                                                | 1.103     | 7.490   | 洪山区 | █ 12号线                                       | 高架侧式月台 | 2021/12/26 |
| 张家湾                    | Zhangjiawan                                             | 1.868     | 9.358   | 洪山区 |                                                | 高架侧式月台 | 2021/12/26 |
| 烽火村                    | Fenghuocun                                              | 1.603     | 10.961  | 洪山区 |                                                | 地下岛式月台 | 2021/12/26 |
| 八铺街                    | Bapu Street                                             | 1.307     | 12.268  | 武昌区 |                                                | 地下岛式月台 | 2021/12/26 |
| 复兴路                    | Fuxing Road                                             | 1.510     | 13.778  | 武昌区 | █ 4号线 紫阳湖站： █ 11号线                    | 地下岛式月台 | 2021/12/26 |
| 彭刘杨                    | Pengliuyang                                             | 0.866     | 14.644  | 武昌区 |                                                | 地下岛式月台 | 2021/12/26 |
| 司门口黄鹤楼              | Simenkou & Yellow Crane Tower                           | 0.603     | 15.247  | 武昌区 | █ 13号线                                       | 地下岛式月台 | 2021/12/26 |
| 昙华林武胜门              | Tanhualin & Wushengmen                                  | 0.878     | 16.125  | 武昌区 |                                                | 地下岛式月台 | 2021/12/26 |
| 积玉桥                    | Jiyuqiao                                                | 0.834     | 16.959  | 武昌区 | █ 2号线                                        | 地下岛式月台 | 2021/12/26 |
| 三层楼                    | Sancenglou                                              | 1.070     | 18.029  | 武昌区 |                                                | 地下岛式月台 | 2021/12/26 |
| 三角路                    | Sanjiao Road                                            | 1.838     | 19.867  | 武昌区 |                                                | 地下岛式月台 | 2021/12/26 |
| 徐家棚                    | Xujiapeng                                               | 1.261     | 21.128  | 武昌区 | █ 7号线 █ 8号线                                | 地下岛式月台 | 2021/12/26 |
| 杨园铁四院                | Yangyuan & Tiesiyuan                                    | 1.213     | 22.341  | 武昌区 |                                                | 地下岛式月台 | 2021/12/26 |
| 余家头                    | Yujiatou                                                | 1.283     | 23.624  | 武昌区 | █ 10号线                                       | 地下岛式月台 | 2021/12/26 |
| 科普公园                  | Science Park                                            | 1.601     | 25.225  | 青山区 | █ 12号线                                       | 地下岛式月台 | 2021/12/26 |
| 建设二路                  | Jianshe 2nd Road                                        | 1.374     | 26.599  | 青山区 |                                                | 地下岛式月台 | 2021/12/26 |
| 和平公园                  | Heping Park                                             | 1.231     | 27.830  | 青山区 |                                                | 地下岛式月台 | 2021/12/26 |
| 红钢城                    | Honggangcheng                                           | 1.627     | 29.457  | 青山区 |                                                | 地下岛式月台 | 2021/12/26 |
| 青宜居                    | Qingyiju                                                | 1.857     | 31.314  | 青山区 |                                                | 地下岛式月台 | 2021/12/26 |
| 工人村                    | Gongrencun                                              | 1.555     | 32.869  | 青山区 |                                                | 地下岛式月台 | 2021/12/26 |
| 武钢                      | Wugang                                                  | 1.884     | 34.753  | 青山区 |                                                | 地下岛式月台 | 2021/12/26 |
| 厂前                      | Changqian                                               | 1.432     | 36.185  | 洪山区 |                                                | 地下岛式月台 | 2021/12/26 |
| 武汉站东广场              | East Square of Wuhan Railway Station                    | 1.031     | 37.216  | 洪山区 | 武汉火车站： █ 4号线 武汉站西广场站： █ 19号线 | 地下岛式月台 | 2021/12/26 |

- 三角路站站厅
- 光霞站站台
- 红钢城站站厅
- 武钢站站台
- 杨园铁四院站站台
- 红霞站

### 换乘站
- 复兴路/紫阳湖：复兴路站是4、5号线的换乘站，位于紫阳公园西北侧，换乘方式为L形节点换乘；紫阳湖站是11号线车站，位于紫阳公园西南侧，与4、5号线之间需出站换乘。2025年7月31日，两站之间开通虚拟换乘，可持同一单程票、储值卡或乘车码在30分钟内出站前往另一站进站连续计费。[12]
- 积玉桥：2、5号线的换乘站。换乘方式为站厅换乘。
- 徐家棚：5、7、8号线的换乘站。5号线与8号线的换乘方式为T形节点换乘；5、8号线与7号线的换乘方式为通道换乘。
- 武汉火车站/武汉站东广场/武汉站西广场：武汉火车站是4号线车站，位于国铁武汉站正下方；武汉站东广场站是5号线车站，位于国铁武汉站东广场；武汉站西广场站是19号线车站，位于国铁武汉站西广场。三站各自独立，需出站换乘。2025年7月31日，3站之间开通虚拟换乘，可持同一单程票、储值卡或乘车码在30分钟内出站前往另一站进站连续计费。[12]

## 影响

### 填补青山区轨道交通空白
地铁4号线一期于2013年12月开通，4号线一期走向为武昌站至武汉站，其中岳家嘴-武汉站区间沿着团结大道往北至武汉火车站，青山区的交通大动脉和平大道与友谊大道与之平行。但是4号线没有一个车站设置在青山区，而是在洪山区，与青山打了个“擦边球”，所以4号线距离青山区人口腹地较远，并不能有效帮助青山区居民出行。
在早期规划中，5号线沿着和平大道贯穿青山区，但是由于5号线并非过江线路，且与4号线部分平行，所以5号线一直被搁置，如此下去青山区将在很长一段时间内无法摆脱没有地铁的困境。在人大代表和市民的呼吁下，政府决定将5号线的建设计划提前2至3年，以解决青山区53万人的出行。

### 线路色更改
5号线之前的线路色是“扬子蓝”，与江对岸1号线的“地铁蓝”遥相呼应。后来考虑到5号线经过武昌古城——武昌起义的发源地，为突显武汉首义文化的特色，遂将5号线的线路色更改为首义红。

## 票务规定
- 计价方式：按里程限时计费。
- 计价标准：起价2元可乘坐4公里，3元可乘坐8公里，4元可乘坐12公里，5元可乘坐18公里，6元可乘坐24公里，7元可乘坐32公里，8元可乘坐40公里，9元可乘坐50公里，50公里以上每增加1元可多乘坐20公里。具体的计费标准可参见下表：

|  |  |  |  |  |  |  |  |  |

- 乘车限时：每次进闸到出闸限240分钟。
- 乘车优惠：使用武汉通卡享受9折优惠。
- 支付方式：乘客可通过扫描“支付宝”“微信”“云闪付”“Metro新时代”等手机应用内的地铁乘车码乘坐武汉地铁；以及通过具备闪付功能的银联银行卡、交通联合卡和武汉通（以上三款均含手机NFC版本）刷卡乘车。
- 定期票：分为1、3、7日定期票，每张价格分别为18元、45元、90元。
  - 实体定期票：购买时每张票另收押金20元，乘客可在地铁各车站客服中心办理定期票的购买和退票等业务。1日票为发售时间起至当日运营时间结束，3日票为当日发售时间起至第3日运营时间结束，7日票为当日发售时间起至第7日运营时间结束。
  - 电子定期票：电子定期票在“Metro新时代”手机应用内购买。1日票为激活后24小时内，3日票为激活后72小时内，7日票为激活后168小时内有效。

## 行车安排

### 运行交路
5号线从2024年4月初开始采用运行于中医药大学至至武汉站东广场的区间车。

### 首末班车时间
- 武汉地铁首末班车时间

## 使用列车
- 列车编组中的“M”表示动车，“Tc”表示带驾驶室的拖车。

| 列车名称与型号               | 列车生产企业                              | 列车编组                           | 列车制造年代 | 列车编号  | 列车总数   | 转向架型号 （动车 / 拖车） | 牵引电动机 生产企业，型号与类型          | 牵引逆变器 生产企业，型号与类型        | 辅助电源 生产企业，型号与类型      |
| ---------------------------- | ----------------------------------------- | ---------------------------------- | ------------ | --------- | ---------- | -------------------------- | ---------------------------------------- | -------------------------------------- | ---------------------------------- |
| 列车名称与型号               | 列车生产企业                              | 列车编组                           | 列车制造年代 | 列车编号  | 列车总数   | 转向架型号 （动车 / 拖车） | 中车株洲电机生产                         | 株洲中车时代电气生产                   | 株洲中车时代电气生产               |
| 一期车辆 （CCD5029）         | 中车长春轨道客车 （武汉中车长客轨道车辆） | 6节编组 A2型列车 （Tc+M+M+M+M+Tc） | 2019 ~ 2021  | E01 ~ E35 | 35列 210辆 | CW-4000D 型 CW-4000 型     | YQ-190 系列 鼠笼式三相异步交流牵引电动机 | t Power-TN30 系列 IGBT-VVVF 牵引逆变器 | t Power-AI5 系列 IGBT-SIV 辅助电源 |
| 一期起点调整车辆 （CCD5080） | 中车长春轨道客车 （武汉中车长客轨道车辆） | 6节编组 A2型列车 （Tc+M+M+M+M+Tc） | 2022 ~ 2023  | E36 ~ E42 | 7列 42辆   | CW-4000D 型 CW-4000 型     | YQ-190 系列 鼠笼式三相异步交流牵引电动机 | t Power-TN30 系列 IGBT-VVVF 牵引逆变器 | t Power-AI5 系列 IGBT-SIV 辅助电源 |

- 一期车辆驾驶区域
- 一期车辆驾驶区域
- 一期车辆车厢内饰
- 一期车辆车厢内饰
- 一期车辆车厢外观

5号线一期工程采用35列 / 210辆A型全自动驾驶列车，列车及所有子系统的功能和设计完全满足了 EN 62290-2014 标准中关于 GoA4 等级的相关要求。车辆采用铝合金车体，直流 1500 V 接触轨下部受电方式，四动两拖六节编组，牵引系统采用变压变频 VVVF 交流传动系统，最高运营速度为80km/h。该车为“武汉制造”，其中部分列车在位于黄陂区的武汉中车长客轨道车辆有限公司生产。为配合5号线起点调整工程开通，5号线又增够了7列A型全自动驾驶列车。